# Phalanta andamana
Phalanta andamana är en fjärilsart som beskrevs av Hans Fruhstorfer 1904. Phalanta andamana ingår i släktet Phalanta och familjen praktfjärilar. Inga underarter finns listade i Catalogue of Life.